# 状態動詞
状態動詞（じょうたいどうし、英: Stative verb / Static verb）とは、動詞のうち、動作や変化でなく状態を表すもの。動作、変化の結果としての状態や、意志的な心理状態を表すものも含む。

## 例
- 存在動詞（英語の be、日本語の「ある」「いる」など）
- 英語の have、like、know、wear、believe など
- 日本語の「足りる」「違う」「似る」「痛む」「ヒリヒリする」「見える」「思う」可能動詞、補助動詞としての「過ぎる」

などがある。
動詞を相によって分類した一群であり、時間的に継続する「継続相」を前提としており、一般には進行形をとることはできない。具体的な定義としてはヴェンドラー（英語）、金田一春彦（日本語）らによるものがある。ただし英語では一時的なことを示すため、あるいは強調のために進行形を使うことがあり、日本語でも同様に「今は見えている」といった表現がある。

## 言語による相違
状態動詞は、言語によって大きな違いがある。例えば、ある言語で状態動詞を用いる意味に他の言語で形容詞（あるいは日本語の形容動詞など）を用いる例は多い。同じ言語で両方の表現が可能な場合（例えば英語differ／different、日本語「痛む」／「痛い」）もある。また英語と日本語で比較した場合、haveは所有・所持を表す状態動詞であるが「持つ」は基本的には取得を表す運動詞（到達動詞）であり、所有・所持を表すには「持っている」という結果相表現が普通である（ただし限定用法(連体形)や否定形としては「持つ」「持たない」とも言う）。knowと「知る」なども同様。「わかる」などは意味に応じて状態動詞（「理解している」の意味）・運動詞（「明らかになる」の意味）の両方として用いられる。動詞と形容詞に形態上の区別がない言語では、形容詞に当たるものが全て状態動詞と言える。